# Listnica wiklinówka
Listnica wiklinówka, naroślarz wiklinowy (Pontania viminalis) – gatunek błonkówki z rodziny pilarzowatych.

## Zasięg występowania
Gatunek szeroko rozpowszechniony w Europie. Notowany w Austrii, w Belgii, Bułgarii, Chorwacji, Czechach, Danii, Finlandii we Francji w Hiszpanii, Holandii, Irlandii, na, Litwie, Łotwie, w Niemczech, Polsce, Portugalii, Rumunii, na Słowacji, w Szwajcarii, Szwecji, na Ukrainie, Węgrzech, w Wielkiej Brytanii i we Włoszech.

## Budowa ciała
Gąsienice, osiągające do 13 mm długości, są ubarwione biało-zielonkawo z jasną, zielonobrązową głową.
Imago osiągają 4-5 mm długości. Głowa, tułów, oraz tergity odwłoka czarne, zaś nogi, czułki, oraz ostatnie sternity - żółte.

## Biologia i ekologia
Gatunek związany głównie z wierzbą purpurową, rzadziej spotykana na wierzbie kruchej lub wierzbie wiciowej. Lokalnie bywa bardzo liczny, czasem występuje masowo.
Rocznie występują dwa pokolenia. Imago spotyka się od maja do sierpnia. Galasy spotykane są od końca maja. Występują one na spodniej stronie liści i mają kształt kulisty; ich powierzchnia jest raczej gładka, nieco brodawkowata, zaś ubarwienie waha się od różowawego, przez zielone do żółto-pomarańczowego.